# صنوبر أسود

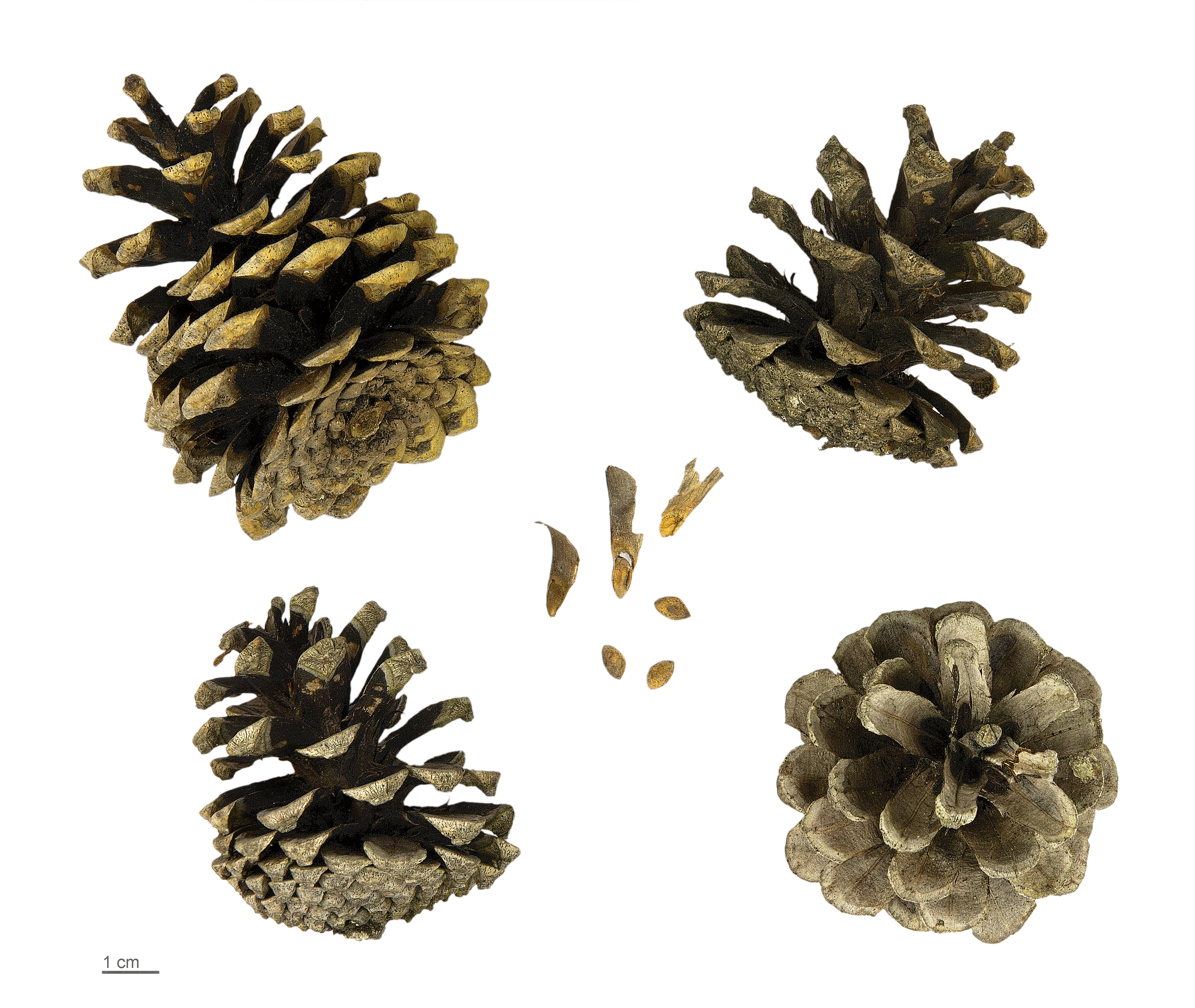
الصنوبر الأسود

الصنوبر الأسود نوع نباتي شجري من ضرب الصنوبر الحقيقي يتبع الفصيلة الصنوبرية. ينتشر في أوروبا من البلقان إلى تركيا وفي قبرص وفي المغرب الكبير.

## الوصف
هو نبات شجري يصل ارتفاعه إلى 50 متر وعمره إلى 400 سنة تقريبا، يحمل نموذجين من الفوارع : فوارع عادية طويلة وأخرى قصيرة.
تتمايز أبواغ النبات لأول مرة بعد 30 - 40 سنة منذ بداية حياته واحياناً قبل ذلك.
تجتمع الأوراق البوغية مع بعضها البعض مشكلة نمطين من المخاريط - مخاريط ذكرية صغيرة تنتظم إلى جانب بعضها البعض مشكلة سنابل من المخاريط الذكرية ، ومخاريط كبيرة أنثوية تنتشر على النبات بصورة منفردة.
يمتلك المخروط الذكري في سنبلة المخاريط الذكرية شكلاً بيضوياً يتراوح طوله من 4-5 سم وقطره 3-4سم
يتشكل المخروط الذكري في إبط ورقة حرشفية عقيمة.
يعد المخروط الذكري فارعاً ذا محور طويل نسبياً يحمل بصورة حلزونية أوراقاً بوغية صغيرة.
يلاحظ في قاعدة محور المخروط أوراق حرشفية دقيقة تلعب دوراً دفاعياً.
تأخد الورقة البوغية الصغيرة شكل صفيحة رقيقة بيضوية تحمل على سطحها السفلي مغلفين بوغيين صغيرين «مسكنين طلعيين».